# Лихтенберг, Клаудия
Клаудия Лихтенберг, в девичестве Хойслер (нем. Claudia Lichtenberg, Пустой шаблон {{ВД-Преамбула}} ) — немецкая профессиональная велогонщица, выступала с 2005 по 2017 годы. Тренер в немецкой любительской команде RSV Irschenberg.

## Карьера

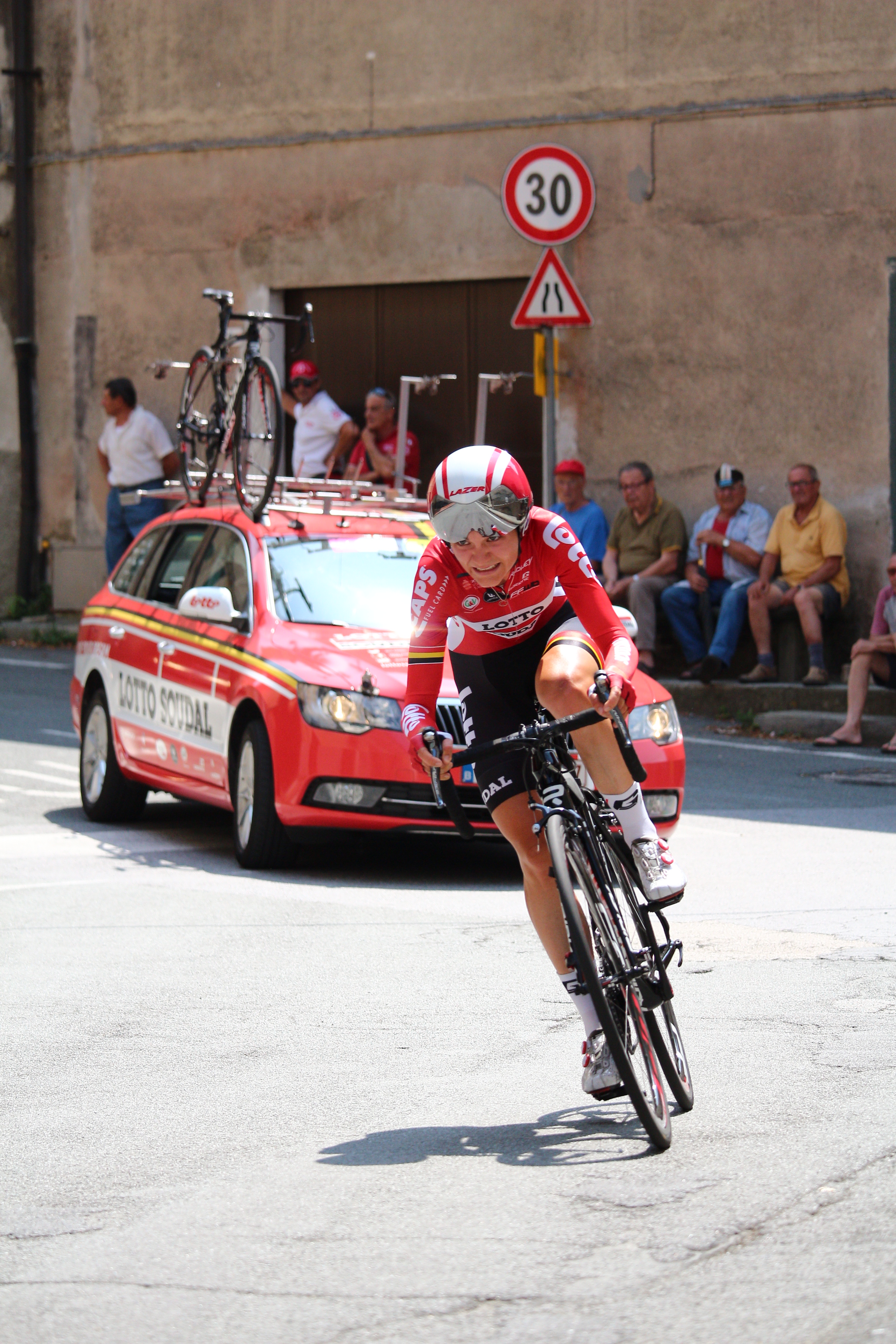
Во время пролога Джиро д’Италия Донне 2016

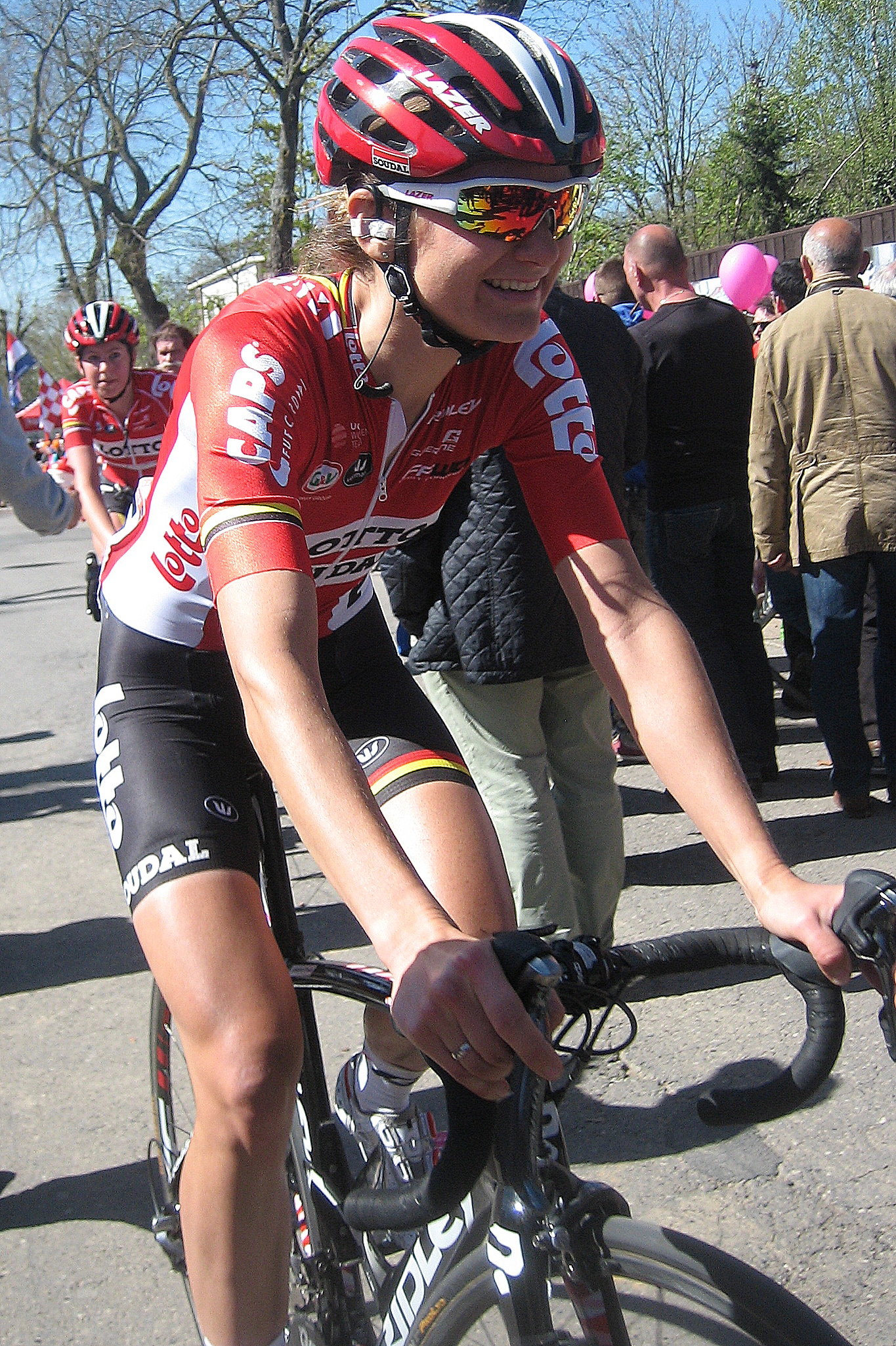
На гонке Флеш Валонь Фамм 2016

В 2005 году она получила аттестат зрелости (Abitur) в гимназии Геретсрид. Затем она изучала машиностроение в Техническом университете Мюнхена. Бакалавр наук в области медицинской инженерии с 2016 года.
Клаудия Лихтенберг дебютировала на профессиональном уровне в 2005 году.
В 2006 году, в возрасте 20 лет, Лихтенберг стала чемпионкой Германии в групповой гонке.
В 2009 году она присоединилась к команде Cervélo TestTeam. На Флеш Валонь Фамм за шестьдесят километров до финиша Луиза Келлер и Клаудия Хойслер пошли в атаку. Последняя оказалась в одиночестве на Кот-де-Бохиссау. Её догнали незадолго до Мюр-де-Юи. Однако она нашла в себе силы продолжить путь вместе с Марианной Вос, Амбер Небен, Эммой Юханссон и Ноэми Кантеле. На подъёме Клаудия Хойслер ускорилась, но её обошли Марианна Вос и Эмма Юханссон. Хойслер финишировала третьей.
В том же году она приняла участие в Тур де л'Од феминин. Лидером команды была Кристин Армстронг. На четвёртом этапе она вошла в группу отрыва вместе с Марианной Вос, Николь Кук и подругой по команде, Региной Бруинс. Группа создала отрыв более двух минут и боролась за победу. Регина Бруинс получила майку лидера общего зачёта, а Клаудия Хойслер стала второй. На сложном шестом этапе, она и Кристин Армстронг были единственными, кто смог преследовать Трикси Воррак. На финише их отрыв составил более шести минут. Клаудия Хойслер завоевала жёлтую майку и имела более чем минутный отрыв от двух своих спутниц в общем зачёте. На следующий день она снова выдержала атаку Трикси Воррак и заняла второе место, уступив Марианне Вос. В итоге она внесла свое имя в список призёров гонки.
На Джиро д'Италия она снова участвовала в качестве напарницы Кристин Армстронг. Она заняла седьмое место в индивидуальной гонке и третье на третьем этапе. На шестом этапе она оторвалась от Юдит Арндт, Мары Эбботт, Николь Брендли и обладательницы розовой майки, Эммы Пули, также входящей в команду Cervélo TestTeam. Однако на спуске Пули отстала. Отрыв боролся за победу и имел более чем пятиминутное преимущество над преследующей группой. Клаудия Хойслер получила розовую майку. На следующем этапе она защищала её от атак членов женской команды Columbia-HTC и пересекла линию финиша первой. В итоге она выиграла и общий зачёт, и зачёт по очкам.
Год спустя она выиграла баскскую многодневку Эмакумин Бира, а в 2013 году — Джиро ди Тоскана — Мемориал Микелы Фанини.
На Джиро д’Италия 2013 года Клаудия Хойслер финишировала второй на третьем этапе, отстав на сорок пять секунд от Марианны Вос, которая атаковала на подъёме. На тот момент она занимала ту же позицию в общем зачёте. На следующий день она была пятой, всего на несколько секунд отстав от голландской гонщицы. На пятом этапе Мара Эбботт открыла большой отрыв. Клаудия Хойслер была шестой, но отставала на две минуты и сорок девять секунд. Однако в общем зачёте она потеряла всего одно место и стала четвёртой. На следующем этапе она стала второй, уступив американке. Фабиана Луперини благодаря снижению рейтинга поднялась на одно место в общем зачёте. Она сохранила свою позицию в индивидуальной гонке на восьмом этапе и завершила Джиро д’Италия на третьем месте.
На Джиро ди Тоскана она была седьмой на первом этапе. Вечером третьего этапа она была пятой в общем зачёте. На следующий день, в знак протеста против проблем с безопасностью, 59 гонщиков не вышли на старт. Клаудия Хойслер выиграла Джиро ди Тоскана. Она заявила, что очень довольна своим пятым местом и не считает себя победительницей Тура.
В 2014 году Лихтенберг выиграла Рут де Франс феминин, победив на первом этапе и удерживая лидерство до конца гонки. На чемпионате мира по шоссейным велогонкам 2014 года она отдала все силы в финале для помощи Лизе Бреннауэр, которая заняла второе место.
В 2015 году на Рут де Франс феминин она была в лидирующей группе на третьем этапе. На горном этапе, который завершился в Ла-Планш-де-Белль-Филль, она финишировала третьей и заняла ту же позицию в общем зачёте. Эту позицию она сохранила до конца гонки.
Клаудия Лихтенберг выступала за Германию на летних Олимпийских играх 2016 года, где заняла 31-е место в групповой гонке.
В 2016 году на Страде Бьянке Донне Клаудия Лихтенберг смогла удержаться на лучших участках гравия, но не смогла провести решающую атаку. Она заняла восьмое место. На Туре Фландрии Клаудия Лихтенберг шла за лучшими до конца и финишировала девятой. На Эмакумин Бира Клаудия Лихтенберг финишировала восьмой на сложном втором этапе. Затем она поднялась на девятое место в общем зачёте. На заключительном этапе она была седьмой и закончила гонку на той же позиции в общем зачёте. На Флеш Валонь Фамм Клаудия Лихтенберг не последовала за группой из семи гонщиков, отделившихся на Кот-де-Шерава. В итоге она заняла одиннадцатое место.
На Джиро д'Италия Клаудия Лихтенберг показала себя очень последовательной: она была в составе решающего отрыва на первом этапе и пришла пятой. На следующий день она была шестой на финише в гору. На этапе через перевал Мортироло она стала пятой после Меган Гарнье. Затем она финишировала четвёртой на шестом этапе, который завершился на подъёме. Став четвёртой в общем зачёте, она потеряла место в индивидуальной гонке. Однако на последнем этапе она обошла Мару Эббот и завершила гонку на четвёртом месте.
В Трофи д’Ор она заняла четвёртое место в стартовой индивидуальной гонке. На заключительном этапе она оторвалась от Дайвы Тушлайте и Эри Ёнаминэ. Несмотря на то, что за ними следовал пелотон, они боролись за победу. Клаудия Лихтенберг была самой быстрой. Она поднялась на второе место в общем зачёте. Свою гонку она посвятила отцу, который умер несколькими днями ранее.
В 2017 году она провела свой последний сезон в составе британской велокоманды Wiggle High5.

## Достижения

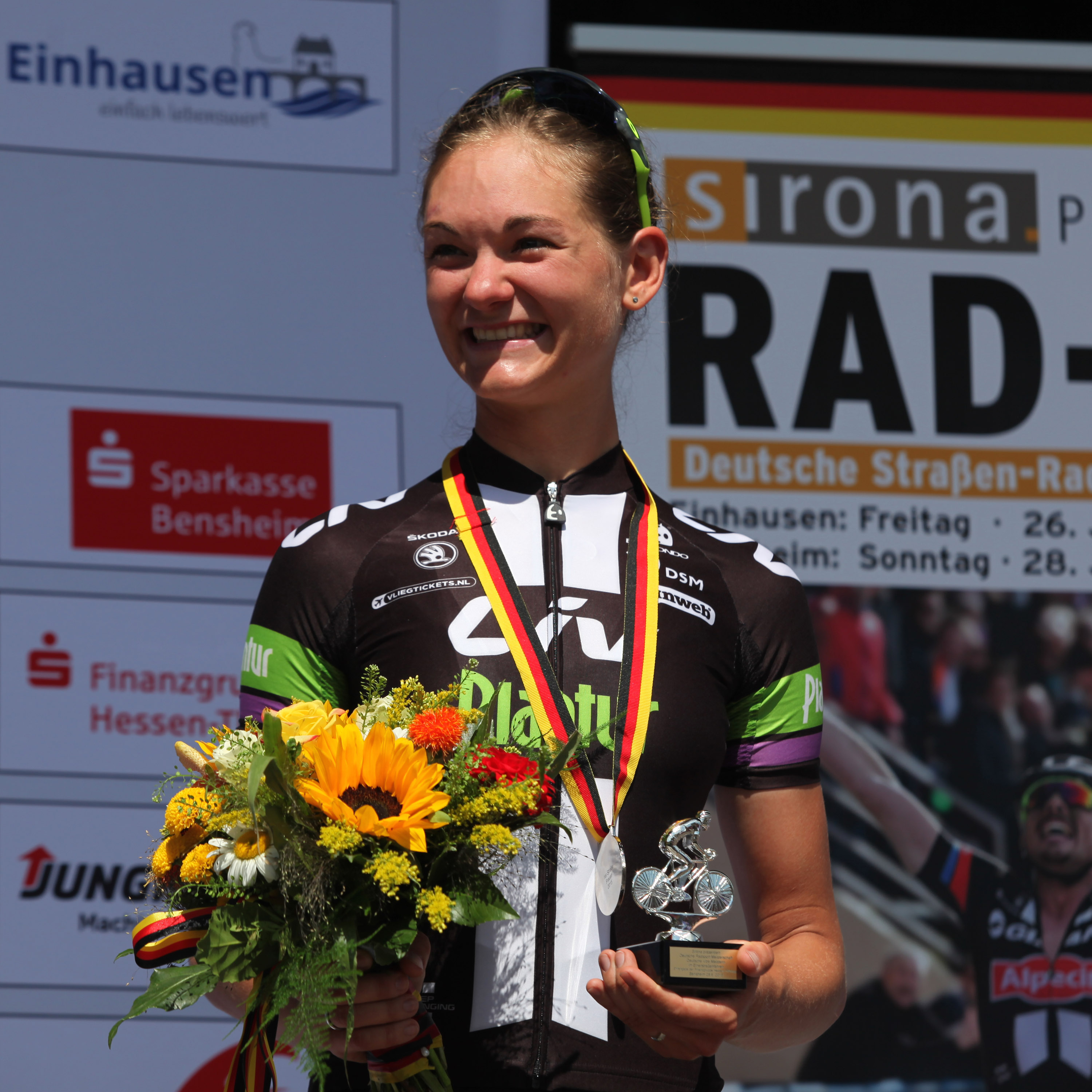
На подиуме чемпионата Германии по шоссейным велогонкам 2015 года

2006
 Чемпионат Германии — групповая гонка
10-я на Чемпионате Европы — индивидуальная гонка
2007
2-я на Чемпионате Германии — групповая гонка
4-я на Чемпионате Европы — групповая гонка
10-я на Монреаль Ворлд Кап
2008
Джиро д’Италия Донне:
7-й этап
3-е место
3-я на Джиро дель Трентино-Альто-Адидже — Южный Тироль
2009
Тур де л'Од феминин
Джиро д’Италия Донне:
7-й этап
Генеральная классификация
2-я на Эмакумин Бира
3-я на Флеш Валонь Фамм
2010
3-й этап Тур де л'Од феминин (командная гонка)
Эмакумин Бира
3-я на Джиро дель Трентино-Альто-Адидже — Южный Тироль
4-я на Джиро Донне
2011
2-я на Джиро ди Тоскана — Мемориал Микелы Фанини
8-я на Опен Воргорда TTT
2012
5-й этап Эксерги Тур
2-я на Опен Воргорда TTT
8-я на Джиро Донне
2013
Многодневная гонка Джо Мартина:
Генеральная классификация
Пролог
Джиро ди Тоскана — Мемориал Микелы Фанини
6-й этап Гран-при Норт Стар
Каскейд Классик:
1-й этап
2-я на Каскейд Классик
3-я на Филадельфия Классик
3-я на Джиро Роза
10-я на Опен Воргорда TTT
2014
Рут де Франс феминин:
Генеральная классификация
1-й этап
6-я на Джиро Роза
7-я на Опен Воргорда TTT
9-я на Флеш Валонь Фамм
2015
2-я на Чемпионате Германии — групповая гонка
3-я на Рут де Франс феминин
5-я на Гран-при Плуэ — Бретань
6-я на Опен Воргорда TTT
2016
Трофи д’Ор
5-й этап
2-я на Трофи д’Ор
2-я на Джиро дель Трентино-Альто-Адидже — Южный Тироль
4-я на Джиро Роза
8-я на Страде Бьянке Донне
9-я на Туре Фландрии
2017
9-я на Джиро Роза

## Статистика выступления наГранд-турах
| Гонка / Год          | 2006 | 2007 | 2008 | 2009 | 2010 | 2011           | 2012           | 2013           | 2014           | 2015           | 2016           | 2017           |
| -------------------- | ---- | ---- | ---- | ---- | ---- | -------------- | -------------- | -------------- | -------------- | -------------- | -------------- | -------------- |
| Рут де Франс феминин | —    | —    | —    | —    | —    | —              | —              | —              | 1              | 3              | —              | не проводилась |
| Тур де л'Од феминин  | 8    | 20   | 7    | 1    | 4    | не проводилась | не проводилась | не проводилась | не проводилась | не проводилась | не проводилась | не проводилась |
| Джиро Роза           | —    | 16   | 3    | 1    | 4    | 16             | 8              | 3              | 6              | 12             | 4              | 9              |

## Рейтинги
| Год                 | 2009 | 2010 | 2011 | 2012 | 2013 | 2014 | 2015 | 2016 | 2017 |
| ------------------- | ---- | ---- | ---- | ---- | ---- | ---- | ---- | ---- | ---- |
| Мировой рейтинг UCI | 11-й | 19-й | 42-й | 59-й | 16-й | 20-й | 52-й | 32-й | 79-й |
| Мировой тур UCI     |      |      |      |      |      |      |      | 22-й | 48-й |
|                     |      |      |      |      |      |      |      |      |      |
| Источник: UCI       |      |      |      |      |      |      |      |      |      |

## Личная жизнь
В июне 2014 года Клаудия Хойслер вышла замуж за велогонщика, Кристиана Лихтенберга. После замужества она выступала под фамилией мужа.